# Ochtiná

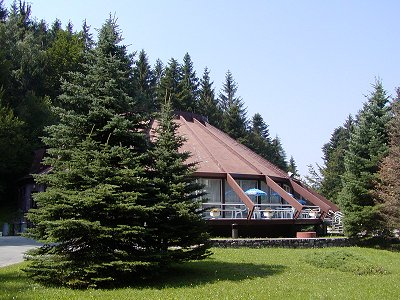
Ochtiná

Ochtiná (Hongaars: Martonháza) is een Slowaakse gemeente in de regio Košice, en maakt deel uit van het district Rožňava.
Ochtiná telt 574 inwoners.